# Interneringskamp

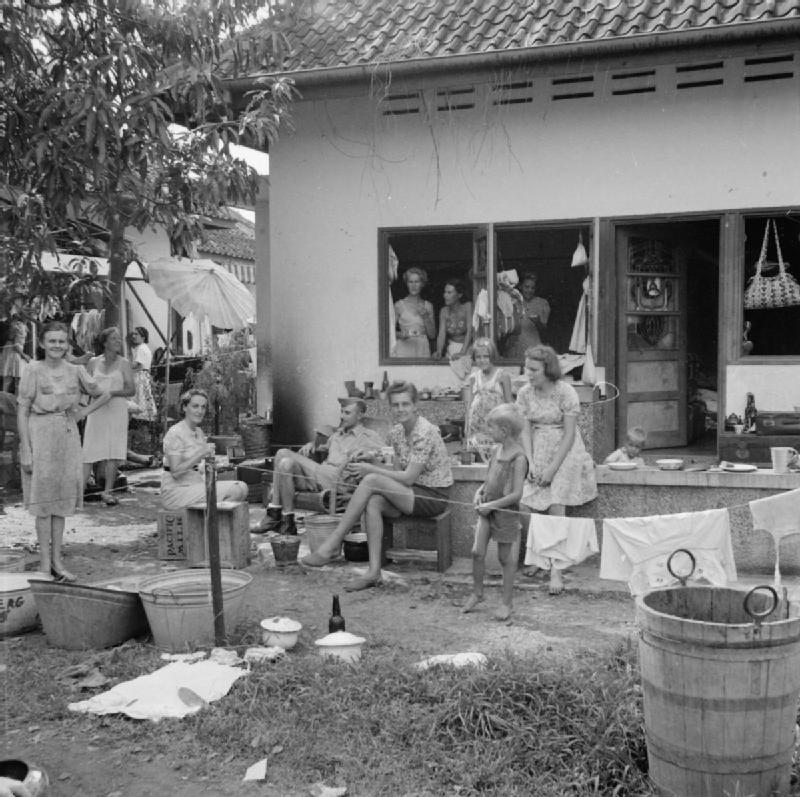
Vrouwen in interneringskamp Tjideng, Batavia, kort na de Japanse capitulatie (1945)

Een interneringskamp is een tijdelijke verblijfplaats waar groepen mensen kunnen worden opgesloten zonder aanklacht of intentie tot tenlastelegging.
De term wordt vooral gebruikt voor de opsluiting van vijandige of andersdenkende burgers in oorlogstijd of van terrorismeverdachten. Hoewel de term ook gebruikt wordt als synoniem voor een gevangenis, wordt meestal verwezen naar preventieve opsluiting in plaats van opsluiting na een rechterlijke veroordeling voor een misdrijf. Het gebruik en interpretatie van de term is onderwerp van discussie en politieke gevoeligheden.
Voorbeelden: 
In de Sovjet-Unie werden politieke tegenstanders geïnterneerd in zogenaamde goelags. In Nederlands-Indië werd de Europese bevolking tijdens de Tweede Wereldoorlog opgesloten in Jappenkampen.
De termen interneringskamp en concentratiekamp werden aanvankelijk gebruikt voor vergelijkbare detentiefaciliteiten. Sinds de Tweede Wereldoorlog kan het begrip concentratiekamp verschillende betekenissen hebben, zoals vernietigingskamp, werkkamp, interneringskamp, reserveringskamp, verzamel- en doorgangskamp, die elk een andere achtergond hebben en soms overlappen in functie.
Krijgsgevangenkampen worden vaak beschouwd als interneringskampen. De rechten van krijgsgevangenen zijn vastgelegd in internationale verdragen zoals het  Eerste Aanvullend Protocol bij de Conventies van Genève.
Onder internering wordt soms ook verstaan het gevangen houden van soldaten die in een oorlog in neutraal gebied terecht zijn gekomen. Tijdens de Eerste Wereldoorlog waren bijvoorbeeld Engelse en Belgische soldaten in Nederland geïnterneerd. Tijdens de Frans-Duitse Oorlog (1870-1871) waren Franse soldaten in Zwitserland geïnterneerd.

## Tweede Wereldoorlog

### Nederland
De Nederlandse interneringskampen in de Tweede Wereldoorlog werden gebruikt door Nazi-Duitsland om Joden, politieke gevangenen, verzetsstrijders, Sinti en Roma (zigeuners), Jehovah's Getuigen, daklozen, zwarthandelaren, criminelen en gijzelaars op te sluiten. Vaak werden ze vervolgens doorgestuurd naar andere kampen zoals de Duitse vernietigingskampen Auschwitz en Sobibor. 
De interneringskampen in Nederland waren in de volgende plaatsen gelegen:
- Amersfoort
- Amsterdam
- Arnhem
- Assen
- 's-Hertogenbosch
- Den Haag
- Ommen
- Rotterdam
- Schoorl
- Vught
- Westerbork

Voor de internering van gijzelaars werden voorts gebruikt:
- Gymnasium Beekvliet te Sint-Michielsgestel
- Grootseminarie te Haaren.

Veel geïnterneerden in de Nederlandse kampen stierven als gevolg van de slechte levensomstandigheden door honger, ziekte en mishandeling, of werden gefusilleerd. 
Net na de Tweede Wereldoorlog werden bij operatie Black Tulip interneringskampen gebruikt om Duitsers uit te zetten. Dit gebeurde onder andere via kamp Mariënbosch te Nijmegen.

#### Nederlands-Indië

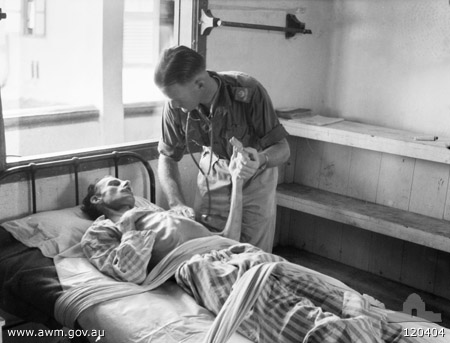
Krijgsgevangene in laatste fase van verhongering uit het Jappenkamp Batu Lintang, Borneo.)september 1945)

In de kolonie Nederlands-Indië werden op 10 mei 1940 alle Duitsers, Duitsgezinden, NSB'ers en degenen die uit Duitsland afkomstig waren (zoals naar Duitsland gevluchte Oostenrijkse Joden), in hechtenis genomen en gevangen gezet in interneringskampen op het eiland Onrust en in Ngawi.
Na de bezetting van Zuidoost-Azië door het Japanse Keizerlijk Leger tijdens de Tweede Oorlog werden door Japanners interneringskampen (Jappenkampen) ingericht, waarin de Westerse en gemengde bevolking gevangen werd gezet. Er waren kampen in o.a Nederlands-Indië, Maleisië, Singapore and China. 
De Groot Oost-Aziatische Welvaartssfeer was een Japans imperialistisch idee met als doel het unificeren van de volkeren in Oost-Azië en ze te bevrijden van westers kolonialisme, onder leiding van het Japans Keizerrijk. In de kampen was vaak sprake van een systematisch harde en wrede behandeling van zowel burger- als krijgsgevangenen, soms met de dood tot gevolg.

#### Suriname
In de kolonie Suriname werden de gevangenen uit Nederlands-Indië in Kamp Jodensavanne ondergebracht.

### België
In België werden verzetslieden tijdens de Tweede Wereldoorlog in gevangenissen geïnterneerd. Er waren echter ook interneringskampen die rechtstreeks door de Gestapo werden bestuurd. De voornaamste was het Fort van Breendonk. Als interneringskamp voor Joden werd de Kazerne Dossin in Mechelen gebruikt. Joodse gevangenen werden er verzameld alvorens ze op transport geplaatst werden naar de Duitse vernietigingskampen.
Onmiddellijk na de bevrijding van de Duitse bezetter in september 1944 werden in opdracht van de in Londen verblijvende minister van justitie Antoine Delfosse 170 gemeentelijke interneringscentra opgericht. In totaal werden ongeveer 40.000 gedetineerden opgesloten, hetzij als veroordeelden wegens collaboratie, hetzij als administratief aangehoudenen in afwachting van hun proces. Een van de grootste van deze hechteniskampen was het hechteniskamp van Lokeren waar tijdens de repressie een kleine 20.000 Vlamingen werden vastgehouden.

### Verenigde Staten

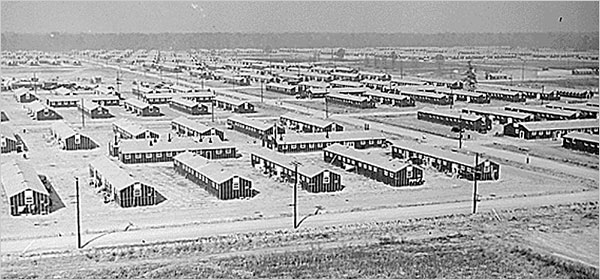
Een interneringskamp bij Jerome, Arkansas, Verenigde Staten in 1942 voor Amerikanen van Japanse afkomst

Vanaf 1942 mochten Amerikanen van Japanse afkomst niet meer wonen aan de westkust van de Verenigde Staten. Meer dan 120.000 Japanse Amerikanen uit Arizona, Californië, Oregon en Washington moesten gedwongen verhuizen en werden opgesloten in interneringskampen. Het laatste kamp werd in 1946 gesloten.
Beugelen ·
Carel Coenraadpolder/Dollart Süd ·
Conrad ·
De Beetse ·
Erika ·
It Petgat ·
Molengoot ·
Nuis ·
Oranje ·
Vught ·
Westerbork ·
Ybenheer